# Erik Karlsson-Ramsdahl
Erik Karlsson-Ramsdahl, född 24 november 1875 i Saltvik, död där 5 mars 1923, var en finländsk fiskare och författare.
Den självlärde Karlsson-Ramsdahl framträdde som prosaist i skärgårdsskildringen Rannö (1909), utgiven i Svenska folkskolans vänners skriftserie under pseudonymen Harald Winge, och emigrantskildringen Amerikafarare (1910). Han var även en populär folkskald som ofta framträdde med patriotiska dikter vid större fester runtom i bygden. Ett urval av Karlsson-Ramsdahls och hans skaldekollegas Erik Mattssons dikter utgavs postumt i volymen Strängar som brustit (1923).
Karlsson-Ramsdal engagerade sig starkt för Ålands anslutning till Sverige och var 1918 en av allmogens representanter när åländska ledare träffade den svenske kungen Gustaf V i Stockholm för att uttrycka det åländska folkets vilja att återförenas med Sverige.
Karlsson-Ramsdahl var far till filosofie magister Carl Ramsdahl (1901–1986) som var lektor i historia vid Ålands lyceum 1947–1966 och gjorde betydande insatser inom åländsk historieforskning.